# 维多利亚·奥诺普里延科
维多利亚·马克西姆耶芙娜·奥诺普里延科（烏克蘭語：Вікторія Максимівна Онопрієнко，2003年10月18日—），乌克兰艺术体操运动员，2023年欧洲艺术体操锦标赛圈操金牌得主和团体银牌得主、2023年世界艺术体操锦标赛棒操铜牌得主。